# Trilogía Mamasan
La Trilogía Mamasan es el nombre que recibe las canciones a las que el cantante Eddie Vedder agregó letras a partir de una cinta demo que le enviara su amigo, el batería Jack Irons.

## Historia
El origen de esta grabación se encuentra en los demos que Stone Gossard, Jeff Ament y Mike McCready grabaron durante su participación en el proyecto Temple Of The Dog con el objetivo de buscar un baterista y un cantante para su nuevo grupo. Gossard le dio un extracto de estas cintas (conocido por los fanes de Pearl Jam como The Stone Gossard Demo '91) a varios de sus conocidos, incluido Jack Irons, quien había sido baterista de los Red Hot Chili Peppers.
Irons se encargó de llevarle la cinta a un muy buen amigo suyo, Eddie Vedder, que en ese entonces era cantante del grupo de San Diego Bad Radio, además de trabajar en una gasolinera. Vedder escuchó las cintas durante su trabajo, quedando muy impresionado por la música. Al amanecer, después de su sesión de surf habitual, comenzó a componer las letras de tres de esas canciones, en forma de una mini-opera, siguiendo una misma historia en ellas y cambiándoles sus títulos originales por los que se convertirían en los definitivos (Once, Alive y Footsteps).
Una vez concluida su composición, Vedder le envía de regreso la cinta a Stone Gossard, ya con su voz grabada sobre la maqueta, este, al escucharlas, queda sorprendido tanto por la voz como por la calidad de las composiciones. De inmediato Gossard invita a Vedder a viajar a Seattle para unirse a ellos en su nuevo grupo, que a la larga se convertirá en Pearl Jam.
Dos de las tres canciones de la Trilogía Mamasan, Once y Alive, serían publicadas en Ten, el álbum debut de Pearl Jam; mientras que Footsteps sería publicada como lado B del sencillo Jeremy. Una versión diferente a la de ese sencillo aparece en el álbum de rarezas Lost Dogs, en donde la canción aparece grabada con una parte de armónica que la original no trae.

## Significado de la Trilogía Mamasan
Mucho se ha discutido acerca de la historia que relata la Trilogía. Sin embargo la primera explicación la da Vedder mismo, momentos antes de tocar por completo la trilogía en vivo por primera vez, el 18 de junio de 1992 en un concierto realizado en Zúrich, Suiza. Otra explicación un poco más extensa aparece en el artículo llamado "Five Against the World", escrito por Cameron Crowe para la revista Rolling Stone en su edición del 28 de noviembre de 1993.
La trilogía narra la historia de una persona, la cual comienza con la canción Alive, en ella se narra su infancia, y como, a la muerte de su supuesto padre, se comienza a dar una relación enfermiza con su madre, hasta culminar con un supuesto abuso sexual a esta persona por su propia madre. La historia continua en la canción Once donde se narra como este personaje, por culpa de sus resentimientos y las cosas que vive de niño, provocan que se convierta en un asesino en serie. Al final en la canción Footsteps, se cuenta como esta persona estando ya bajo arresto y, faltando poco para morir ejecutada, cuenta sus infortunios desde la cárcel.

## Etimología de la palabraMamasan
El término Mamasan (o escrito correctamente, Mama-san) es originalmente japonés, y hace referencia a las mujeres que trabajan como supervisoras en un bar, un centro nocturno, o en prostíbulos o lugares relacionados con el comercio sexual en general. El término se hizo familiar gracias a los soldados estadounidenses que estuvieron en Japón durante la Segunda Guerra Mundial.

## La trilogía en concierto
La trilogía mamasan sólo ha sido ejecutada en cuatro ocasiones de forma completa:
1. 18 de junio de 1992 - Zúrich, Suiza
2. 19 de junio de 1992 - Viena, Austria
3. 22 de junio de 1992 - París, Francia
4. 8 de diciembre de 1993 - Seattle, Estados Unidos.

Además, la trilogía ha sido tocada en varias ocasiones de manera inversa (Footsteps - Once - Alive), varias de esas ocasiones durante la pasada gira de Pearl Jam en 2006. La lista de shows en que la trilogía ha sido interpretada de manera inversa es la siguiente:
1. 2 de abril de 1994 Fox Theater: Atlanta, GA
2. 17 de mayo de 2006 United Center: Chicago, IL
3. 1 de junio de 2006 Continental Arena: E. Rutherford, NJ
4. 10 de julio de 2006 The Forum: Los Ángeles, CA
5. 15 de julio de 2006 Bill Graham Civic Auditorium: San Francisco, CA
6. 22 de julio de 2006 Gorge Amphitheatre: George, WA
7. 20 de junio de 2008 Susquehanna Bank Center: Camden, NJ
8. 30 de octubre de 2009 Wachovia Spectrum Arena: Philadelphia, PA
9. 9 de noviembre de 2011 Estadio Paraná Do Clube: Curitiba, Brasil

Las canciones que componen la trilogía también han sido interpretadas de manera seguida pero sin seguir el orden normal o el inverso en los siguientes shows:
1. 2 de diciembre de 1993 Lawlor Athletic Events Center: Reno, NV
2. 26 de abril de 2003 Mellon Arena: Pittsburgh, PA
3. 5 de septiembre de 2006 Pavilhao Atlantico: Lisboa, Portugal
4. 30 de junio de 2008 Comcast Center: Mansfield, MA
5. 7 de noviembre de 2015 Estadio Ciudad de La Plata: La Plata, Argentina.